# Matsuda
Matsuda (松田町, Matsuda-machi) és una vila i municipi pertanyent al districte d'Ashigara-Kami de la prefectura de Kanagawa, a la regió de Kantō, Japó. Es tracta d'una localitat eminentment agrícola.

## Geografia
El municipi de Matsuda es troba localitzat entre pujols a la part occidental de la prefectura de Kanagawa, entre els muntanyes Tanzawa. Com que la vila es troba sobre una falla activa, el govern de Kanagawa es troba preparat davant la perspectiva d'un terratrèmol de magnitud 8 durant el present segle. El terme municipal de Matsuda limita amb els de Yamakita al nord i l'oest, amb Hadano a l'est, amb Kaisei i Ōi al sud i amb Minami-Ashigara a l'oest.

## Història
Durant el període Edo, la zona on actualment es troba el municipi de Matsuda va formar part del feu d'Odawara, a la província de Sagami. Després de la restauració Meiji, la zona va passar a formar part del districte d'Ashigara-Kami, a la prefectura de Kanagawa. L'1 d'abril de 1889 el districte fou dividit en diversos municipis, entre els quals es trobaven els pobles de Yadoriki i Matsuda. El creixement de Matsuda es va vore afavorit per l'obertura el mateix 1889 de l'estació de Matsuda. L'any 1927, l'Odakyū va obrir l'estació de Shin-Matsuda. L'1 d'abril de 1955 el poble de Yadoriki es va integrar dins de Matsuda.

## Demografia
| 1920   | 1930   | 1940   | 1950   | 1960   | 1970   | 1980   |
| ------ | ------ | ------ | ------ | ------ | ------ | ------ |
| 5.483  | 7.200  | 7.809  | 10.041 | 10.389 | 11.875 | 12.601 |
| 1990   | 2000   | 2010   | 2020   | 2030   | 2040   | 2050   |
| 13.097 | 12.987 | 11.679 | 10.682 | -      | -      | -      |

## Transport

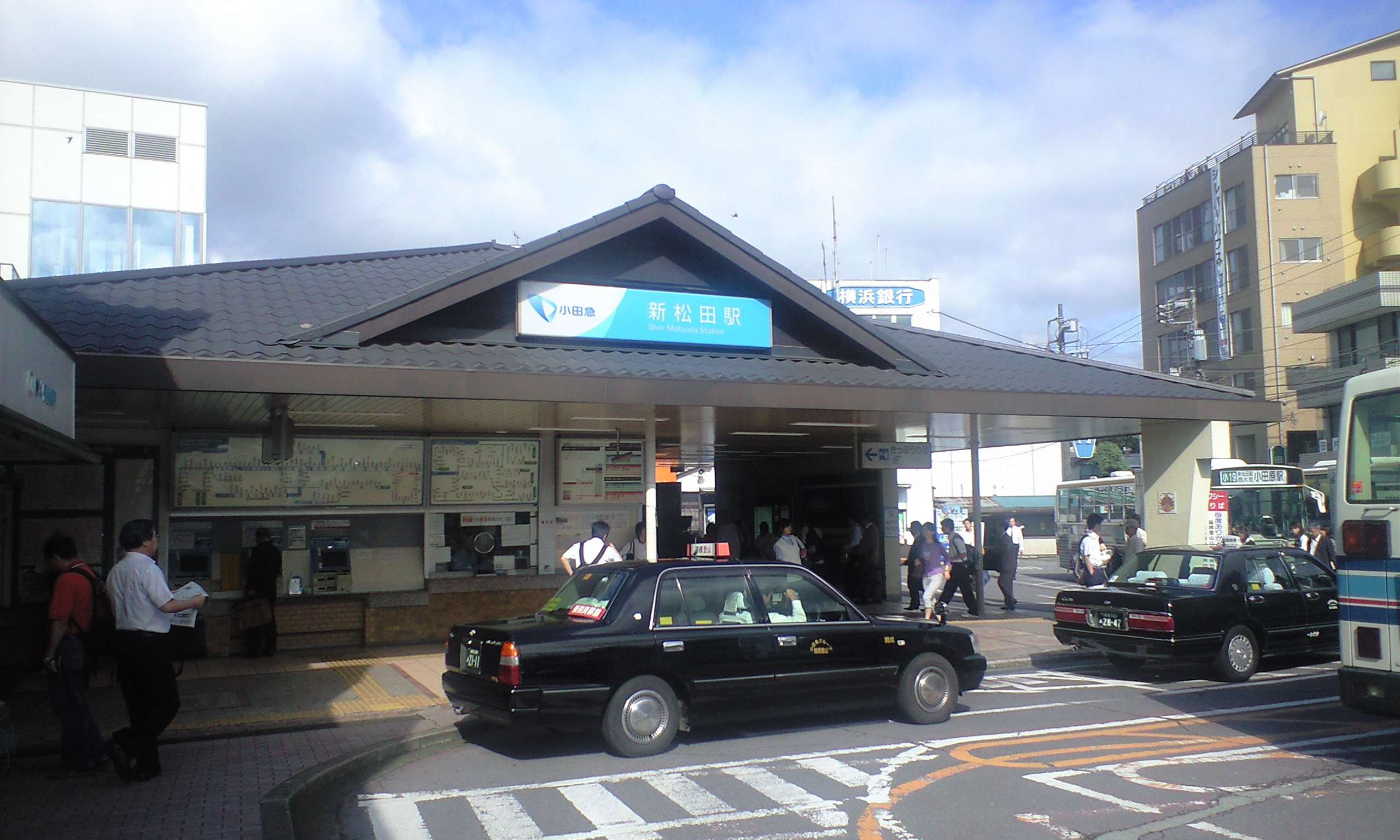
Estació de Shin-Matsuda

### Ferrocarril
- Companyia de Ferrocarrils del Japó Central (JR Central)
  - Matsuda
- Ferrocarril Elèctric Exprés d'Odawara (Odakyū)
  - Shin-Matsuda

### Carretera
- Autopista de Tòquio-Nagoya (Tōmei)
- Nacional 246 - Nacional 255

## Agermanaments
- Yokoshiba-Hikari, prefectura de Chiba, Japó.[3][4] (3 de novembre de 2006)
- Bihoro, Hokkaido, Japó.